# Liga Femenina de Costa Rica 2020
La temporada 2020 es la edición 21.ª del campeonato de liga de la Primera División Femenina del fútbol costarricense, iniciando en febrero y finalizando en diciembre. Nombrado como Liga Promerica Femenina por patrocinio.
Como novedades de esta temporada, el equipo ascendido fue el Suva Sports que tomó el lugar de Liberia, la franquicia de Universitarias pasa a ser de Sporting F.C y Alajuelense no renovó su convenio con CODEA pero pudo reemplazarle como equipo nuevo, aunque perdió la posibilidad de jugar el torneo Interclubes UNCAF. Los equipos campeones de Apertura y Clausura jugarán por primera vez una Supercopa.

### COVID-19
El formato del torneo variará a partir de junio y se cambió la forma de juego para el torneo 2020.
Debido a la pandemia producto del COVID-19, el campeonato de Apertura 2020 se cancela, solo habrá un campeón.
El 10 de julio se suspenden los juegos debido a las nuevas disposiciones anunciadas por el Gobierno para mitigar la propagación del COVID-19.

## Sistema de competición
El torneo de la Primera División está conformado en dos partes:
- Fase de clasificación: Se integra por las 14 jornadas del torneo.
- Fase final: Se integra por los cuatro clubes mejor ubicados en semifinales y final.

### Fase de clasificación

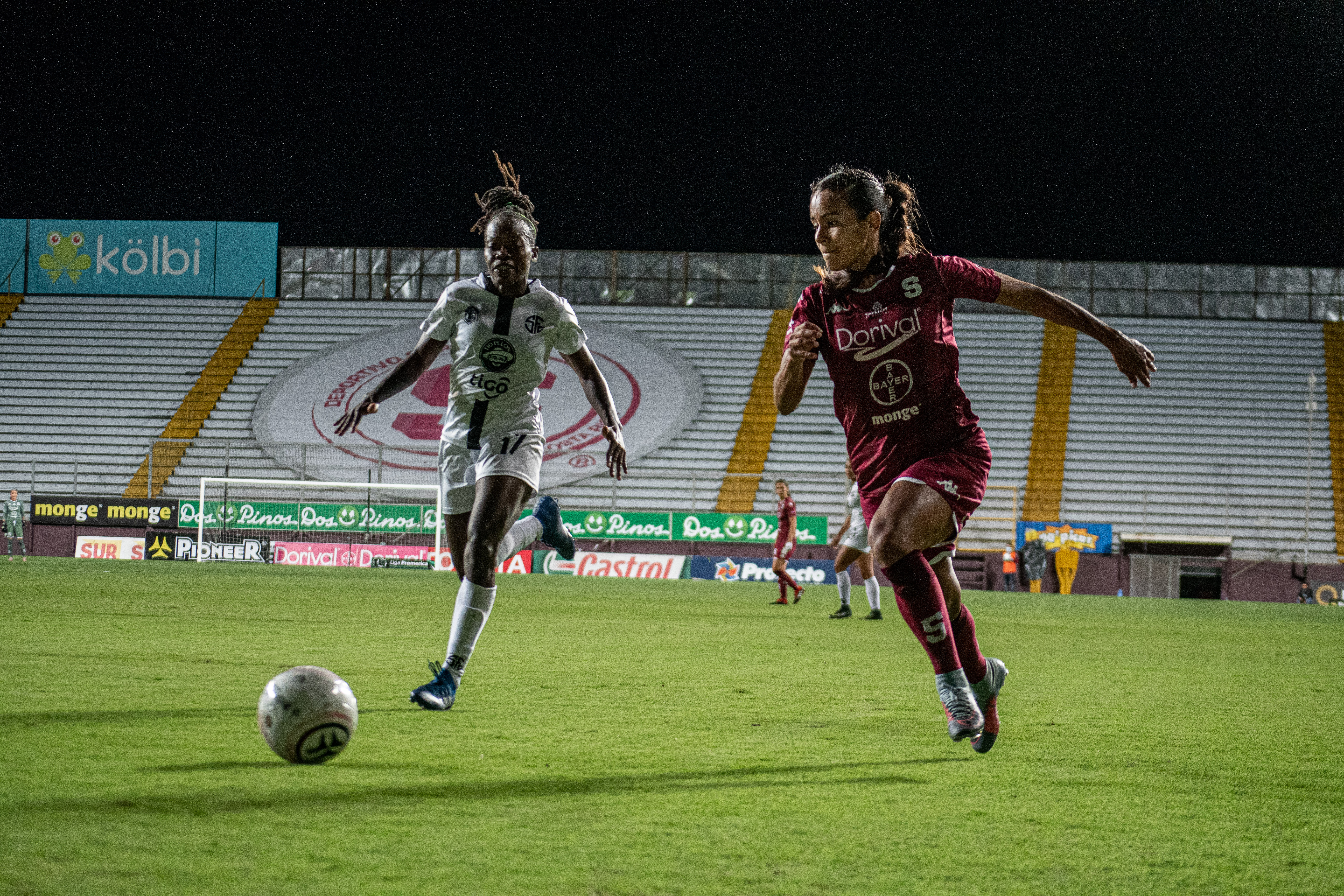
Daniela Cruz corre por el balón en el partido Saprissa FF vs Sporting FC

En la fase de clasificación se observará el sistema de puntos. La ubicación en la tabla general está sujeta a lo siguiente:
- Por juego ganado se obtendrán tres puntos.
- Por juego empatado se obtendrá un punto.
- Por juego perdido no se otorgan puntos.

En esta fase participan los 8 clubes de la Primera División jugando en cada torneo todos contra todos durante las 14 jornadas respectivas, a visita recíproca.
El orden de los clubes al final de la fase de calificación del torneo corresponderá a la suma de los puntos obtenidos por cada uno de ellos y se presentará en forma descendente. Si al finalizar las 14 jornadas del torneo, dos o más clubes estuviesen empatados en puntos, su posición en la tabla general será determinada atendiendo a los siguientes criterios de desempate:
1. Mayor diferencia positiva general de goles. Este resultado se obtiene mediante la sumatoria de los goles anotados a todos los rivales, en cada campeonato menos los goles recibidos de estos.
2. Mayor cantidad de goles a favor, anotados a todos los rivales dentro de la misma competencia.
3. Mejor puntuación particular que hayan conseguido en las confrontaciones particulares entre ellos mismos.
4. Mayor diferencia positiva particular de goles, la cual se obtiene sumando los goles de los equipos empatados y restándole los goles recibidos.
5. Mayor cantidad de goles a favor que hayan conseguido en las confrontaciones entre ellos mismos.
6. Como última alternativa, la UNIFFUT realizaría un sorteo para el desempate.

### Fase final
Los cuatro clubes calificados para esta fase de cada torneo serán reubicados de acuerdo con el lugar que ocupen en la tabla general al término de la jornada 14, con el puesto del número uno al club mejor clasificado, y así hasta el número cuatro.
- Semifinales
- Final

Los clubes vencedores en los partidos de semifinal serán aquellos que en los dos juegos anoten el mayor número de goles. De existir empate, se darán treinta minutos de tiempo suplementario. Si persiste la igualdad, los lanzamientos desde el punto de penal definirán al vencedor.
Los partidos de semifinales se jugarán de la siguiente manera:
En las finales participarán los dos clubes vencedores de las semifinales, donde el equipo que cierra la serie será aquel que haya conseguido la mejor posición en la tabla. El campeón de cada torneo, a diferencia de años anteriores que solo significaba ganar una fase, a partir del 2020 se corona como Campeón Nacional, es decir, habrá 2 campeones nacionales anualmente.
El ganador del Apertura se asegura un cupo para el torneo de clubes UNCAF 2020 y el campeón del Clausura participará en la edición de 2021. Adicionalmente, los dos campeones jugarán una Supercopa entre ellos.

## Cambio de formato debido al COVID-19.

### Equipos participantes
- Se jugarán únicamente 2 vueltas, de esta forma, solo habrá un Campeón Nacional este año.
- En la segunda fase, se jugarán dos cuadrangulares, en la Cuadrangular A estarán los 4 mejores clasificados en la tabla de posiciones para definir al Campeón Nacional 2020, mientras en la Cuadrangular B jugarán los últimos 4 de la tabla de posiciones, para definir el descendido a la Segunda División 2021.
- Si el ganador de la Fase 1 y la Fase 2 son el mismo, automáticamente será Campeón, de ser diferente, se jugará una Final Nacional.

## Equipos participantes

### Información de los equipos
| Equipo       | Entrenador      | Ciudad                  | Estadio           | Capacidad | Kit         | TV abierta | TV restringida |
| ------------ | --------------- | ----------------------- | ----------------- | --------- | ----------- | ---------- | -------------- |
| Alajuelense  | Wilmer López    | Alajuela                | Morera Soto       | 17 700    | Kelme       |            |                |
| Coronado     | Olman Oviedo    | Coronado, San José      | El Labrador       | 2 500     | New Balance |            |                |
| Dimas Escazú | Geovanni Vargas | Escazú, San José        | Nicolás Masís     | 3 000     | New Balance |            |                |
| Herediano    | Bernal Castillo | Heredia                 | Rosabal Cordero   | 8 068     | Umbro       |            |                |
| Pococí       | Jimmy Nuñez     | Pococí, Limón           | Ebal Rodríguez    | 3 300     | New Balance |            |                |
| Saprissa     | Karol Robles    | Tibás, San José         | Ricardo Saprissa  | 20 558    | Kappa       |            |                |
| Sporting F.C | Allan Campos    | Pavas, San José         | Ernesto Rohrmoser | 3 000     | New Balance |            |                |
| Suva Sports  | Johnny Morales  | Pérez Zeledón, San José | Municipal         | 3 259     | New Balance |            |                |

Datos actualizados al 29 de febrero de 2020.

### Equipos por provincia
Para la temporada 2020, la provincia costarricense con más equipos en la Primera División Femenina es San José con cinco.
| Coronado Escazú Alajuelense Herediano Pococí Saprissa Sporting F.C Suva |

| Provincia | N.º | Equipos                                                |
| --------- | --- | ------------------------------------------------------ |
| San José  | 5   | Coronado, Dimas Escazú , Saprissa, Sporting F.C y Suva |
| Alajuela  | 1   | Alajuelense                                            |
| Heredia   | 1   | Herediano                                              |
| Limón     | 1   | Pococí                                                 |

### Ascenso y descenso
| Pos | De Segunda División |
| --- | ------------------- |
| 1º  | Suva Sports         |

| Pos | De Primera División |
| --- | ------------------- |
| 8º  | CCDR Liberia        |

## Torneo de Apertura

### Tabla de posiciones
| Pos. | Equipo             | Pts. | PJ | G | E | P | GF | GC | Dif. | Clasificación Apertura 2020 |
| ---- | ------------------ | ---- | -- | - | - | - | -- | -- | ---- | --------------------------- |
| 1    | L. D. Alajuelense  | 9    | 3  | 3 | 0 | 0 | 8  | 0  | +8   | Clasifica a semifinales     |
| 2    | Sporting F.C       | 9    | 3  | 3 | 0 | 0 | 11 | 4  | +7   | Clasifica a semifinales     |
| 3    | Deportivo Saprissa | 6    | 2  | 2 | 0 | 0 | 4  | 1  | +3   | Clasifica a semifinales     |
| 4    | C. S. Herediano    | 4    | 2  | 1 | 1 | 0 | 3  | 1  | +2   | Clasifica a semifinales     |
| 5    | A. D. Pococí       | 3    | 3  | 1 | 0 | 2 | 3  | 4  | −1   |                             |
| 6    | Dimas Escazú       | 1    | 3  | 0 | 1 | 2 | 1  | 6  | −5   |                             |
| 7    | A. D. Coronado     | 0    | 3  | 0 | 0 | 3 | 1  | 7  | −6   |                             |
| 8    | Suva Sports        | 0    | 3  | 0 | 0 | 3 | 4  | 11 | −7   | Último lugar                |

Actualizado a los partidos jugados el 5 de Julio de 2020.
 Fuente: Liga Promerica

### Resultados
Solo se disputaron 3 jornadas debido a la pandemia.
| Deportivo Saprissa | 2 - 0 | A. D. Coronado | Ricardo Saprissa | 28 de febrero | 20:00 | Deily Gómez      |  |
| C. S. Herediano    | 0 - 0 | Dimas Escazú   | Rosabal Cordero  | 28 de febrero | 20:00 | Kimberly Sánchez |  |
| Suva Sports        | 3 - 5 | Sporting F.C   | Municipal        | 1 de marzo    | 15:00 | Rebeca Mora      |  |
| L. D. Alajuelense  | 2 - 0 | A. D. Pococí   | Morera Soto      | 2 de marzo    | 20:00 | Saphire Stockman |  |

| C. S. Herediano    | 3 - 1 | Suva Sports       | Rosabal Cordero  | 6 de marzo | 20:00 | Tatiana Mora   |  |
| A. D. Coronado     | 0 - 1 | L. D. Alajuelense | El Labrador      | 7 de marzo | 19:00 | Nicole Jiménez |  |
| Deportivo Saprissa | 2 - 1 | Dimas Escazú      | Ricardo Saprissa | 8 de marzo | 11:00 | Megan Guzmán   |  |
| A. D. Pococí       | 0 - 2 | Sporting F.C      | Ebal Rodríguez   | 8 de marzo | 13:00 | Milena Zamora  |  |

| L. D. Alajuelense  | 5 - 0 | Dimas Escazú    | Morera Soto       | 13 de marzo | 20:00 | Sandra Arce      |  |
| Sporting F.C       | 4 - 1 | A. D. Coronado  | Ernesto Rohrmoser | 14 de marzo | 14:00 | Jennifer Jiménez |  |
| Suva Sports        | 0 - 3 | A. D. Pococí    | Municipal         | 14 de marzo | 20:00 | Tatiana Montes   |  |
| Deportivo Saprissa | -     | C. S. Herediano | Ricardo Saprissa  | Aplazado    | --:-- | Susan Montoya    |  |

|                                |
| Campeón Apertura 2020 Desierto |

## Campeonato 2020
Al darse por desierto el Apertura, para el 2020 solo se jugará un torneo, este definirá el campeón nacional 2020.

### Tabla de posiciones
| Pos. | Equipo             | Pts. | PJ | G  | E | P  | GF | GC | Dif. | Clasificación Clausura 2020     |
| ---- | ------------------ | ---- | -- | -- | - | -- | -- | -- | ---- | ------------------------------- |
| 1    | C. S. Herediano    | 31   | 14 | 9  | 4 | 1  | 36 | 16 | +20  | Clasifica a cuandragular final  |
| 2    | Deportivo Saprissa | 30   | 14 | 10 | 0 | 4  | 31 | 15 | +16  | Clasifica a cuandragular final  |
| 3    | L. D. Alajuelense  | 29   | 14 | 9  | 2 | 3  | 40 | 11 | +29  | Clasifica a cuandragular final  |
| 4    | Sporting F.C       | 26   | 14 | 8  | 2 | 4  | 38 | 20 | +18  | Clasifica a cuandragular final  |
| 5    | Dimas Escazú       | 25   | 14 | 8  | 1 | 5  | 33 | 19 | +14  | Cuadrangular por el no descenso |
| 6    | Suva Sports        | 10   | 14 | 3  | 1 | 10 | 18 | 54 | −36  | Cuadrangular por el no descenso |
| 7    | A. D. Coronado     | 7    | 14 | 2  | 1 | 11 | 13 | 47 | −34  | Cuadrangular por el no descenso |
| 8    | A. D. Pococí       | 4    | 14 | 1  | 1 | 12 | 14 | 41 | −27  | Cuadrangular por el no descenso |

 Fuente: Liga Promerica

### Resultados
| Suva Sports        | 1 - 8 | Sporting F.C    | Municipal        | 27 de junio | 17:00 |  |  |
| Dimas Escazú       | 1 - 1 | C. S. Herediano | Nicolás Masís    | 28 de junio | 11:00 |  |  |
| L. D. Alajuelense  | 3 - 0 | A. D. Pococí    | Morera Soto      | 28 de junio | 13:00 |  |  |
| Deportivo Saprissa | 4 - 0 | A. D. Coronado  | Ricardo Saprissa | 30 de junio | 18:00 |  |  |

| A. D. Coronado | 0 - 5 | L. D. Alajuelense  | "Cuty" Monge   | 4 de julio | 15:00 |  |  |
| A. D. Pococí   | 2 - 4 | Sporting F.C       | Ebal Rodríguez | 4 de julio | 15:00 |  |  |
| Suva Sports    | 2 - 5 | C. S. Herediano    | Municipal      | 4 de julio | 19:00 |  |  |
| Dimas Escazú   | 3 - 1 | Deportivo Saprissa | Nicolás Masís  | 5 de julio | 11:00 |  |  |

| Deportivo Saprissa | 1 - 2 | C. S. Herediano | Nicolás Masís     | 8 de julio  | 20:00 |  |  |
| L. D. Alajuelense  | 2 - 0 | Dimas Escazú    | Morera Soto       | 22 de julio | 20:00 |  |  |
| Sporting F.C       | 4 - 1 | A. D. Coronado  | Ernesto Rohrmoser | 25 de julio | 14:00 |  |  |
| Suva Sports        | 2 - 1 | A. D. Pococí    | Municipal         | 26 de julio | 14:00 |  |  |

| C. S. Herediano    | 0 - 0 | L. D. Alajuelense | Nicolás Masís    | 29 de julio | 20:00 |  |  |
| Dimas Escazú       | 1 - 2 | Sporting F.C      | Nicolás Masís    | 31 de julio | 19:00 |  |  |
| Deportivo Saprissa | 5 - 1 | Suva Sports       | Ricardo Saprissa | 2 de agosto | 13:35 |  |  |
| A. D. Coronado     | 2 - 2 | A. D. Pococí      | El Labrador      | 2 de agosto | 14:00 |  |  |

| L. D. Alajuelense | 3 - 2 | Deportivo Saprissa | Morera Soto       | 5 de agosto | 20:00 |  |  |
| Sporting F.C      | 0 - 1 | C. S. Herediano    | Ernesto Rohrmoser | 8 de agosto | 14:00 |  |  |
| Suva Sports       | 0 - 2 | A. D. Coronado     | Municipal         | 8 de agosto | 19:00 |  |  |
| A. D. Pococí      | 2 - 3 | Dimas Escazú       | Ebal Rodríguez    | 9 de agosto | 14:00 |  |  |

| Deportivo Saprissa | 1 - 0 | Sporting F.C   | Ricardo Saprissa | 12 de agosto | 20:00 |  |  |
| C. S. Herediano    | 6 - 1 | A. D. Pococí   | Nicolás Masís    | 14 de agosto | 19:00 |  |  |
| L. D. Alajuelense  | 7 - 1 | Suva Sports    | Morera Soto      | 15 de agosto | 18:00 |  |  |
| Dimas Escazú       | 4 - 1 | A. D. Coronado | Nicolás Masís    | 16 de agosto | 13:35 |  |  |

| A. D. Coronado | 1 - 2 | C. S. Herediano    | El Labrador       | 21 de agosto | 19:00 |  |  |
| Sporting F.C   | 0 - 2 | L. D. Alajuelense  | Ernesto Rohrmoser | 22 de agosto | 14:00 |  |  |
| Suva Sports    | 1 - 4 | Dimas Escazú       | Municipal         | 22 de agosto | 15:00 |  |  |
| A. D. Pococí   | 1 - 4 | Deportivo Saprissa | Ebal Rodríguez    | 23 de agosto | 14:00 |  |  |

| A. D. Coronado  | 0 - 3 | Deportivo Saprissa | El Labrador       | 28 de agosto | 19:00 |  |  |
| Sporting F.C    | 2 - 2 | Suva Sports        | Ernesto Rohrmoser | 29 de agosto | 14:00 |  |  |
| A. D. Pococí    | 1 - 2 | L. D. Alajuelense  | Ebal Rodríguez    | 30 de agosto | 13:00 |  |  |
| C. S. Herediano | 2 - 1 | Dimas Escazú       | Nicolás Masís     | 30 de agosto | 13:35 |  |  |

| C. S. Herediano    | 4 - 1 | Suva Sports    | Nicolás Masís     | 2 de septiembre | 20:00 |  |  |
| Deportivo Saprissa | 2 - 0 | Dimas Escazú   | Ricardo Saprissa  | 4 de septiembre | 19:00 |  |  |
| Sporting F.C       | 4 - 0 | A. D. Pococí   | Ernesto Rohrmoser | 5 de septiembre | 14:00 |  |  |
| L. D. Alajuelense  | 5 - 0 | A. D. Coronado | Morera Soto       | 6 de septiembre | 13:35 |  |  |

| Dimas Escazú    | 2 - 1 | L. D. Alajuelense  | Nicolás Masís  | 11 de septiembre | 19:00 |  |  |
| A. D. Coronado  | 0 - 4 | Sporting F.C       | El Labrador    | 11 de septiembre | 19:00 |  |  |
| A. D. Pococí    | 0 - 1 | Suva Sports        | Ebal Rodríguez | 13 de septiembre | 13:00 |  |  |
| C. S. Herediano | 1 - 2 | Deportivo Saprissa | Nicolás Masís  | 13 de septiembre | 13:35 |  |  |

| Suva Sports       | 1 - 3 | Deportivo Saprissa | Municipal         | 18 de septiembre | 19:00 |  |  |
| A. D. Pococí      | 1 - 2 | A. D. Coronado     | Ebal Rodríguez    | 20 de septiembre | 09:00 |  |  |
| L. D. Alajuelense | 1 - 1 | C. S. Herediano    | Morera Soto       | 20 de septiembre | 13:35 |  |  |
| Sporting F.C      | 4 - 2 | Dimas Escazú       | Ernesto Rohrmoser | 20 de septiembre | 14:00 |  |  |

| C. S. Herediano    | 2 - 2 | Sporting F.C      | Nicolás Masís    | 23 de septiembre | 18:00 |  |  |
| A. D. Coronado     | 3 - 4 | Suva Sports       | El Labrador      | 25 de septiembre | 19:00 |  |  |
| Dimas Escazú       | 5 - 0 | A. D. Pococí      | Nicolás Masís    | 25 de septiembre | 19:00 |  |  |
| Deportivo Saprissa | 1 - 0 | L. D. Alajuelense | Ricardo Saprissa | 27 de septiembre | 13:35 |  |  |

| Suva Sports    | 1 - 6 | L. D. Alajuelense  | Municipal         | 4 de octubre | 14:00 |  |  |
| Sporting F.C   | 3 - 1 | Deportivo Saprissa | Ernesto Rohrmoser | 4 de octubre | 14:00 |  |  |
| A. D. Pococí   | 2 - 3 | C. S. Herediano    | Ebal Rodríguez    | 4 de octubre | 14:00 |  |  |
| A. D. Coronado | 0 - 3 | Dimas Escazú       | El Labrador       | 4 de octubre | 14:00 |  |  |

| L. D. Alajuelense  | 4 - 1 | Sporting F.C   | Nicolás Masís    | 9 de octubre  | 20:00 |  |  |
| C. S. Herediano    | 6 - 1 | A. D. Coronado | El Labrador      | 9 de octubre  | 20:00 |  |  |
| Deportivo Saprissa | 1 - 0 | A. D. Pococí   | Ricardo Saprissa | 11 de octubre | 11:00 |  |  |
| Dimas Escazú       | 4 - 0 | Suva Sports    | Nicolás Masís    | 11 de octubre | 14:00 |  |  |

### Fase final

#### Cuadrangular final
| Pos. | Equipo             | Pts. | PJ | G | E | P | GF | GC | Dif. | Fase Final 2020    |
| ---- | ------------------ | ---- | -- | - | - | - | -- | -- | ---- | ------------------ |
| 1    | L. D. Alajuelense  | 6    | 3  | 2 | 0 | 1 | 8  | 4  | +4   | Ganador Fase Final |
| 2    | C. S. Herediano    | 6    | 3  | 2 | 0 | 1 | 5  | 3  | +2   |                    |
| 3    | Deportivo Saprissa | 6    | 4  | 2 | 0 | 2 | 8  | 7  | +1   |                    |
| 4    | Sporting F.C       | 3    | 4  | 1 | 0 | 3 | 4  | 11 | −7   |                    |

 Fuente: Liga Promerica

#### Cuadrangular por el no descenso
| Pos. | Equipo         | Pts. | PJ | G  | E | P  | GF | GC | Dif. | Descenso 2020                |
| ---- | -------------- | ---- | -- | -- | - | -- | -- | -- | ---- | ---------------------------- |
| 1    | Dimas Escazú   | 32   | 18 | 10 | 2 | 6  | 43 | 24 | +19  |                              |
| 2    | A. D. Coronado | 14   | 18 | 4  | 2 | 12 | 19 | 54 | −35  |                              |
| 3    | Suva Sports    | 14   | 18 | 4  | 2 | 12 | 22 | 62 | −40  |                              |
| 4    | A. D. Pococí   | 8    | 18 | 2  | 2 | 14 | 21 | 48 | −27  | Desciende a Segunda División |

 Fuente: Liga Promerica

## Estadísticas
Datos actualizados a 14 de marzo de 2020 y según página oficial.

### Goleadoras
Lista con los máximos goleadores de la competencia.

##### Apertura 2020
Así había quedado la tabla de goleo antes de su suspensión por la pandemia COVID-19.
| Núm. | Jugador              | Equipo       | Goles |
| ---- | -------------------- | ------------ | ----- |
| 1°   | Carolina Venegas     | Saprissa     | 3     |
| 1°   | Indira González      | Sporting F.C | 3     |
| 1°   | María Paula Salas    | Alajuelense  | 3     |
| 4°   | Fernanda Chavarría   | Sporting F.C | 2     |
| 4°   | Stephanie Blanco     | Alajuelense  | 2     |
| 6°   | Ángela Mesén         | Pococí       | 1     |
| 6°   | Carol Sánchez        | Herediano    | 1     |
| 6°   | Claudia Fajardo      | Suva Sports  | 1     |
| 6°   | Cristel Sandí        | Dimas Escazú | 1     |
| 6°   | Daniela Aparicio     | Suva Sports  | 1     |
| 6°   | Fabiola Sánchez      | Alajuelense  | 1     |
| 6°   | Fiorela Jiménez      | Pococí       | 1     |
| 6°   | Karla Villalobos     | Sporting F.C | 1     |
| 6°   | Kelsey Arroyo        | Sporting F.C | 1     |
| 6°   | Kimberly Vargas      | Pococí       | 1     |
| 6°   | Krista Chavarría     | Sporting F.C | 1     |
| 6°   | Lixy Rodríguez       | Alajuelense  | 1     |
| 6°   | María José Garro     | Sporting F.C | 1     |
| 6°   | María Paula Porras   | Saprissa     | 1     |
| 6°   | María Paula Rojas    | Coronado     | 1     |
| 6°   | Mariela Campos       | Herediano    | 1     |
| 6°   | Marilenis Oporta     | Sporting F.C | 1     |
| 6°   | Maylid Hernández     | Suva Sports  | 1     |
| 6°   | Melody Guerrero      | Herediano    | 1     |
| 6°   | Priscilla Barrientos | Sporting F.C | 1     |

##### 2020
| Núm. | Jugador             | Equipo       | Goles |
| ---- | ------------------- | ------------ | ----- |
| 1°   | Fernanda Figueroa   | Dimas Escazú | 22    |
| 2°   | Karla Villalobos    | Sporting F.C | 18    |
| 3°   | Priscila Chinchilla | Alajuelense  | 12    |
| 4°   | María Paula Salas   | Alajuelense  | 10    |
| 4°   | Carolina Venegas    | Saprissa     | 10    |
| 5°   | Cristel Sandí       | Dimas Escazú | 9     |
| 6°   | Daniela Contreras   | Dimas Escazú | 8     |
| 7°   | Yerlin Ovares       | Herediano    | 7     |
| 7°   | Katherine Alvarado  | Saprissa     | 7     |

### Tripletes o más
Jugadoras que marcaron tres o más goles en un solo partido.
| Fecha           | Jugador             | Minuto             | Local        |  | Resultado |  | Visitante    | Jornada |
| --------------- | ------------------- | ------------------ | ------------ |  | --------- |  | ------------ | ------- |
| 27 de junio     | Karla Villalobos    | 5', 39', 84'       | Suva Sports  |  | 1 - 8     |  | Sporting F.C | 1       |
| 5 de julio      | Priscila Chinchilla | 26', 30', 60', 62' | Coronado     |  | 0 - 5     |  | Alajuelense  | 2       |
| 16 de octubre   | Fernanda Figueroa   | 14', 38', 81'      | Dimas Escazú |  | 5 - 0     |  | Pococí       | 1 .SR   |
| 21 de noviembre | Fernanda Figueroa   | 25', 41', 59'      | Suva Sports  |  | 2 - 4     |  | Dimas Escazú | 1 .SR   |